# Воймас
Воймас — река в России, протекает в Кологривском районе Костромской области. Устье реки находится в 230 км по левому берегу реки Унжа. Длина реки составляет 13 км.
Исток реки расположен в лесу в 20 км к юго-востоку от Кологрива восточнее деревни Большая Горка. Течёт на юг. В среднем течении на берегах посёлка Воймас (правый берег) и Гаревая (левый берег). Впадает в Унжу у деревни Нижний Воймас.

## Данные водного реестра
По данным государственного водного реестра России относится к Верхневолжскому бассейновому округу, водохозяйственный участок реки — Унжа от истока и до устья, речной подбассейн реки — Бассей притоков Волги ниже Рыбинского водохранилища до впадения Оки. Речной бассейн реки — (Верхняя) Волга до Куйбышевского водохранилища (без бассейна Оки).
По данным геоинформационной системы водохозяйственного районирования территории РФ, подготовленной Федеральным агентством водных ресурсов:
- Код водного объекта в государственном водном реестре — 08010300312110000015532
- Код по гидрологической изученности (ГИ) — 110001553
- Код бассейна — 08.01.03.003
- Номер тома по ГИ — 10
- Выпуск по ГИ — 0